# Karonga
Karonga ist eine Stadt am Malawisee im Norden von Malawi. Sie hat 61.609 Einwohner (Volkszählung 2018) und liegt nahe der Grenze zu Tansania. Karonga ist die fünftgrößte Stadt in Malawi.

## Geographie
Karonga ist Hauptstadt des gleichnamigen Distriktes der Nordregion mit einer Fläche von 3355 km² und einer Bevölkerung von 194.572 (Angabe von 2003). Es gibt eine 1500 Meter lange Flugpiste, Krankenhäuser, Grund- und Sekundarschulen. Es gibt einen Wochenmarkt, mehrere Supermärkte, eine Post und mehrere Banken. Karonga liegt an der Fernstraße Mzuzu–Chitipa. 
Der Grenzübergang zu Tansania, der in Malawi Songwe Border, in Tansania jedoch Kyela Border heißt, liegt ca. eine Autostunde entfernt und ist über Nacht geschlossen. Mbeya in Tansania liegt ca. 115 km hinter der Grenze.
Karonga ist ein regionaler Sitz der staatlichen landwirtschaftlichen Vermarktungsagentur ADMARC. Der Distrikt Karonga ist vergleichsweise wohlhabend, da seine Böden besser sind als im Süden und höhere Niederschläge im Jahr verzeichnet werden. Es wird überwiegend Baumwolle angebaut, aber auch Bananen, Reis und Mais für die Selbstversorgung. Karonga ist heute eine landwirtschaftlich geprägte Stadt. Sie liegt in einer fruchtbaren Ebene.
Seit einiger Zeit baut die australische Firma Paladin Energy Ltd. im nahe gelegenen Kayelekera, das an der Straße nach Chitipa liegt, für den Export bestimmtes Uran ab. Dies führte zu wahrnehmbaren Veränderungen in der Stadt, so wurde z. B. das Rollfeld des Karonga Airport, von wo aus das Uran direkt ausgeflogen wird, enorm vergrößert, und die Anzahl der ansässigen Banken stieg von zwei auf über fünf.

## Geschichte
Das Gebiet zwischen Chitipa und Karonga war einmal das Königreich der Ngonde, die noch heute hier leben. Dann wurde Karonga bis zum Ende des 19. Jahrhunderts ein wichtiger Stützpunkt arabischer Sklavenhändler. Der berüchtigtste unter ihnen war Mlozi mit seinem Hauptquartier in Mpata. Am 27. Oktober 1887 wurden durch die Sklavenhändler in einem Massaker mehr als 1000 Ngonde getötet.
Zur modernen Stadt wurde Karonga 1883, als die Briten dort eine Handelsniederlassung gründeten und 1895 den Sklavenhandel mit Waffengewalt unterbanden. Ein Zeugnis aus dieser Zeit ist vermutlich eine Kanone, die in dem Museum der Stadt steht. Aus dem Ersten Weltkrieg gibt es an der Straße zum Flugfeld Soldatengräber von britischen und deutschen Gefallenen. 1914 fand bei ihr die Schlacht bei Karonga statt.

## Einwohnerentwicklung
Die folgende Übersicht zeigt die Einwohnerzahlen nach dem jeweiligen Gebietsstand seit der Volkszählung 1977.
| Jahr | Einwohner |
| ---- | --------- |
| 1977 | 11.873    |
| 1987 | 19.667    |
| 1998 | 27.811    |
| 2008 | 40.334    |
| 2018 | 61.609    |

## Hominidenfund
Im Dorf Uraha bei Karonga liegt der Fundort des ältesten zur Gattung Homo gestellten Fossils, das bisher von Paläoanthropologen entdeckt wurde. Der 2,4 Millionen Jahre alte, bezahnte Unterkiefer wurde 1991 im Rahmen des Hominiden-Korridor-Projekts geborgen und erhielt die Archivnummer UR 501 („UR“ steht für Uraha); das Fossil wurde von seinen Entdeckern Timothy Bromage und Friedemann Schrenk der Art Homo rudolfensis zugeordnet.

## Museum
In Karonga wurde im Jahr 2004 aufgrund einer Initiative Schrenks mit Unterstützung der Deutschen Gesellschaft für Technische Zusammenarbeit (GTZ) und der Uraha-Stiftung ein Kultur- und Museumszentrum, das Cultural & Museum Centre Karonga (CMCK), gegründet.
Dort sind in einem großen Ausstellungsraum besagte wichtige Vormenschenfunde ausgestellt und erklärt. Ferner befindet sich dort ein komplett montierter Abguss des Skeletts von Malawisaurus, das ebenfalls in der Nähe von Karonga bei Ausgrabungen gefunden wurde. 
Zudem werden Zeugnisse zur Siedlungsgeschichte gezeigt, deren Ursprünge von der Zeit des Sklavenhandels und der Kolonialgeschichte bis zu den letzten 50 Jahren seit der Unabhängigkeit reichen.
Wegen des Auftretens stärkerer Erdbeben in der Region im Dezember 2009, soll eine Ausstellungserweiterung mit den Themen Geologie und Erdbeben erfolgen.

## Religionen
Mitte 2010 ist die katholische Diözese Karonga gegründet worden, die die Gebiete umfasst, die zuvor die nördlichen Dekanate der Diözese Mzuzu ausmachten. Zum ersten Bischof wurde Rt. Rev. Martin Anwel Mtumbuka ernannt.

## Persönlichkeiten
- Innocent Phiri (* 1986), Fußballspieler
- Chiukepo Msowoya (* 1988), Fußballspieler

## Belege
1. ↑  Malawi: Regionen, Städte & urbane Orte – Einwohnerzahlen, Karten, Grafiken, Wetter und Web-Informationen. Abgerufen am 6. Januar 2019.
2. ↑  Mitteilung im Vatikan vom 21. Juli 2010 (Quelle: Catholic Information Service Africa, CISA, Nairobi, 24. August 2010)